# Мапело
Мапело (итал. Mapello) је насеље у Италији у округу Бергамо, региону Ломбардија.
Према процени из 2011. у насељу је живело 4878 становника. Насеље се налази на надморској висини од 257 м.

## Становништво
Према резултатима пописа становништва 2011. у општини је живело 6.453 становника.
| 1936. | 1951. | 1961. | 1971. | 1981. | 1991. | 2001. | 2011. |
| ----- | ----- | ----- | ----- | ----- | ----- | ----- | ----- |
| 2.765 | 3.118 | 3.201 | 3.657 | 4.549 | 5.005 | 5.606 | 6.453 |